# Palácio dos Azulejos

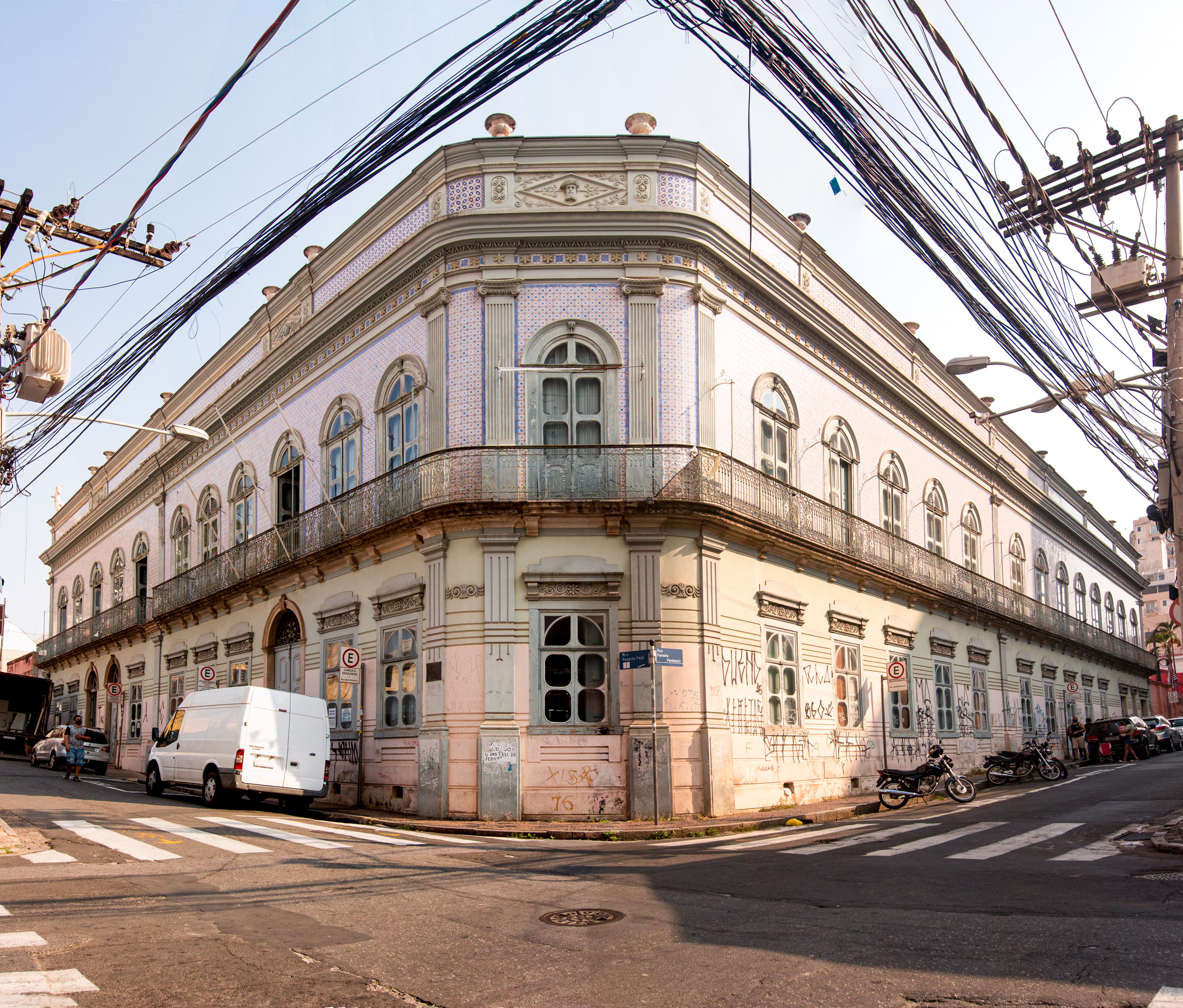
Fotografia digital da fachada do edifício "Palacio dos Azulejos" atual museu da imagem e som em Campinas/SP, foto de 13/09/2020 por Leo Rait

O Palácio dos Azulejos (antigo Solar do Barão de Itatiba) é um edifício histórico localizado no Centro da cidade de Campinas, no cruzamento das ruas Ferreira Penteado e Regente Feijó. Tem esse nome em função de seu revestimento de azulejos portugueses no pavimento superior.

## História
Foi construído em 1878, para servir de moradia a Joaquim Ferreira Penteado, barão de Itatiba e seu genro, o Tenente Coronel Pacheco e Silva. Em 1908, o prédio foi vendido pelos sucessores do barão à municipalidade, que uniu as duas edificações e transformou-as em um único prédio e instalou o Fórum e a sede da Prefeitura Municipal de Campinas: esta última função foi exercida até 1968, quando o Palácio dos Jequitibás foi concluído.
Em 1967, o prédio obteve o reconhecimento federal, estadual e municipal, sendo tombado pelo Instituto do Patrimônio Histórico e Artístico Nacional (IPHAN) (sendo junto com a Casa Grande e Tulha os únicos imóveis em Campinas com o reconhecimento do IPHAN), pelo Conselho de Defesa do Patrimônio Histórico, Artístico, Arquitetônico e Turístico do Estado de São Paulo (CONDEPHAAT) e pelo Conselho de Defesa do Patrimônio Artístico e Cultural de Campinas (Condepacc).
Na década de 1990, o controle passou da SANASA à Secretaria Municipal da Cultura e Turismo, passando a abrigar o Museu da Imagem e do Som e parte do Arquivo Municipal. Em 2004, a Petrobras patrocinou o projeto de revitalização do edifício.
Em 2022, foi lançado o livro “Palácio dos Azulejos – Cenas de ressignificação e ocupação popular de um prédio histórico em Campinas”, escrito pelos jornalistas Martinho Caires e José Pedro Soares Martins.

## Arquitetura[14]
O edifício consiste em um sobrado geminado, localizado no Centro da cidade de Campinas. Inicialmente usado como residência familiar, o Palácio dos Azulejos passou por diversas transformações ao longo dos anos, de acordo as diversas funções que exerceu.
O terreno escolhido tinha localização privilegiada – ficava no cruzamento de duas importantes ruas de Campinas na época, a Matriz Nova – hoje conhecida como Regente Feijó – e a do Pórtico – hoje, Ferreira Penteado. O lote possuía aproximadamente 1100m² e a implantação do sobrado foi feita sobre o alinhamento da via, com as paredes laterais no limite do terreno. Naquela época, não haviam casas recuadas ou com jardins, pois não havia a prática de se construir uma calçada pública, então a fachada das casas acabava onde começavam as vias.
A edificação possuía 2100m² de área construída, sendo 1185m² correspondente ao sobrado localizado no cruzamento e 915m² o edifício geminado, que possuía dois pavimentos. Ao ser construído, o Palácio dos Azulejos contou com duas técnicas de construção básicas: a tradicional de taipa e a tijoleira. A justificativa para o uso de ambas as técnicas estava no fato de que a taipa, muito resistente e característica das residências cafeeiras de São Paulo, impunha respeito e confiabilidade; enquanto o tijolo permitia maior versatilidade e execução de vãos maiores. Porém, como o projeto original e o seu construtor são desconhecidos, a compreensão da aplicação das técnicas de construção no edifício é limitada.
Porém, mesmo depois de várias intervenções, é possível perceber muitos dos métodos utilizados na construção original: acredita-se que a maioria paredes mestras do térreo foi construída com taipa de pilão encamisadas com tijolos; e as internas, em taipa de mão, todas alicerçadas em pedras; havia também uma parte da parede lateral, feita apenas em taipa de pilão. Na escadaria principal o método usado foi a taipa de mão, e, no primeiro pavimento, a técnica tijoleira, sem indícios de taipa. Nas paredes externas do pavimento superior, foram usados tijolos revestidos com massa; enquanto, nas internas, foi usada a taipa de mão.
Quanto aos cômodos, no térreo haviam duas das salas davam para a rua Ferreira Penteado. Apesar de não haver nenhum documento esclarecendo o uso desses cômodos, é provável que eles tenham sido usados como escritório da família. No fundo do Palácio se encontrava a cozinha, comumente localizada na extremidade das residências naquele período, devido à presença de fumaça, poeira, fortes odores, e moscas, além do calor trazido pelo forno.
Há indícios de que haviam pequenas dependências próximas à cozinha, possivelmente as dispensas e depósitos de lenha. A sala de jantar era localizada no pavimento superior, e havia um acesso por escadas por um desses pequenos cômodos. Havia também dois acessos para a Rua Ferreira Penteado nesses aposentos.
Sabe-se que as instalações sanitárias já existiam em 1901, apesar de não haver indícios da localização do banheiro da parte alta do sobrado. Porém, é possível que ele ficasse ao fundo, próximo aos quartos.

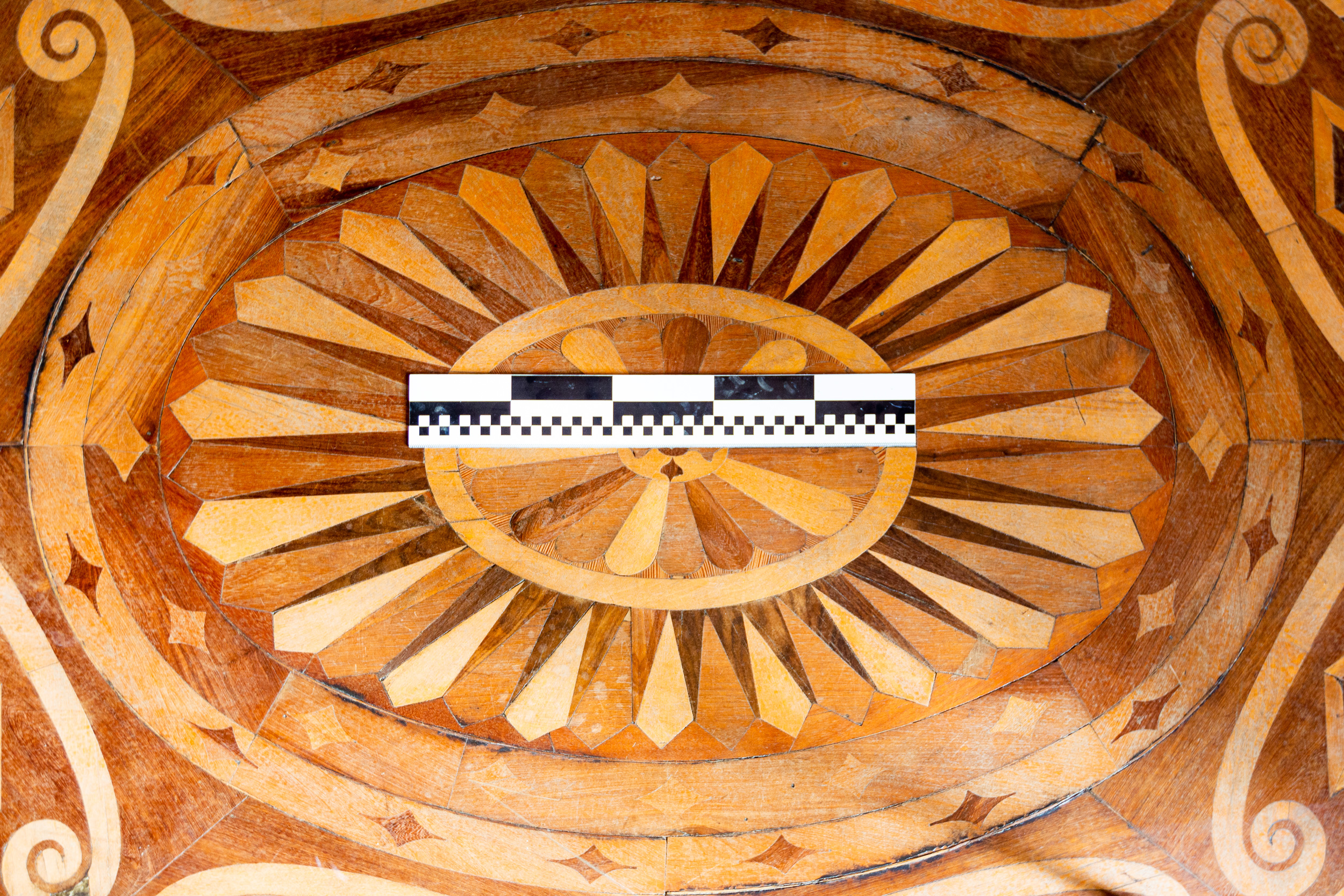
Fotografia digital com correção de perspectiva do piso em marchetaria.

A escada da residência era feita de madeira, com as paredes pintadas, patamar e degraus marchetados, e contava com uma claraboia, que a iluminava diariamente. No final dela, está um corredor de circulação e na parte da frente, encontra-se a “área de receber”, muito requintada, tanto do ponto de vista arquitetônico quanto o decorativo.
Atravessando a casa, estavam localizadas a sala de jantar e a varanda. Havia também um aposento chamado “corredor para outra casa”. A planta da casa de 1908 não mostra uma porta ligando as residências, mas esta pode ter existido quando os barões ainda moravam lá. Depois da sala de jantar havia um corredor de circulação, com portas para três quartos.
O acesso dos transportes, de lenha e de outras propriedades da família se dava pelo portão localizado na Rua Ferreira Penteado. O jardim ficava no fundo lote, com divisa para as ruas José Paulino e Ferreira Penteado. O desenho do telhado era, diferentemente da maioria dos telhados da época, de quatro águas, adaptado para um edifício em formato de U.

## Galeria

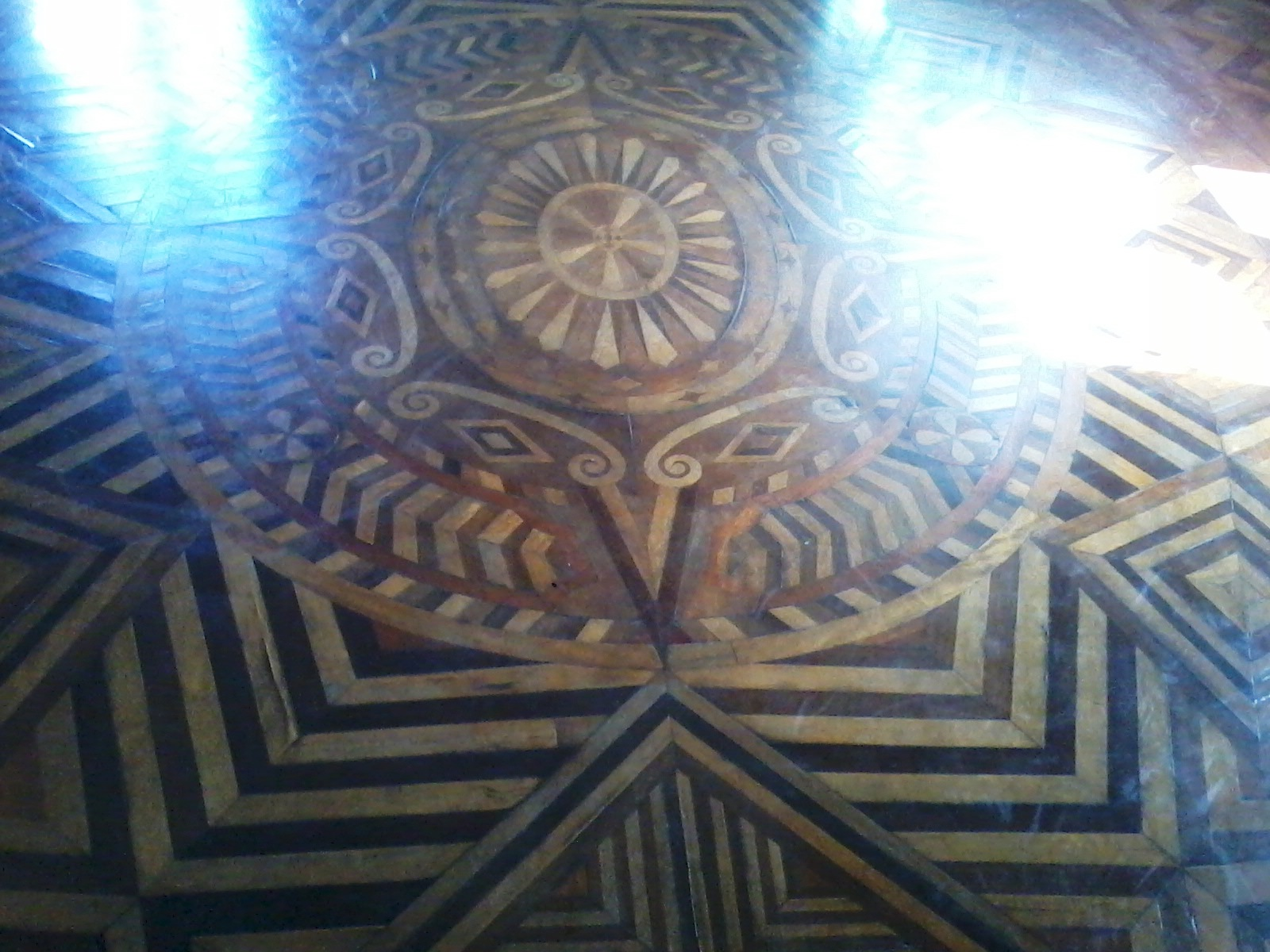
Piso em mosaico de madeira, sala de visitas.
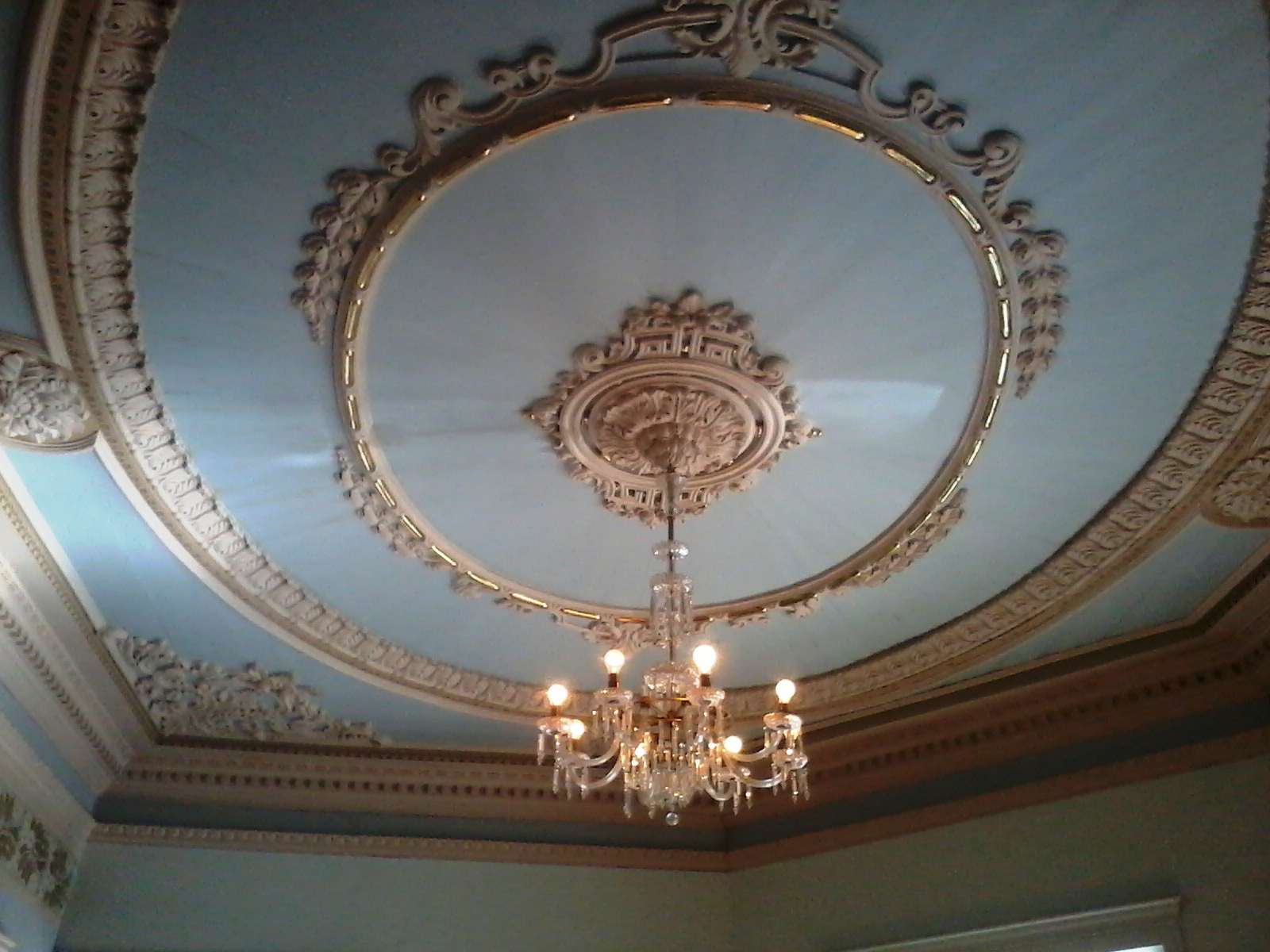
Forro decorado da sala de visitas no andar térreo.
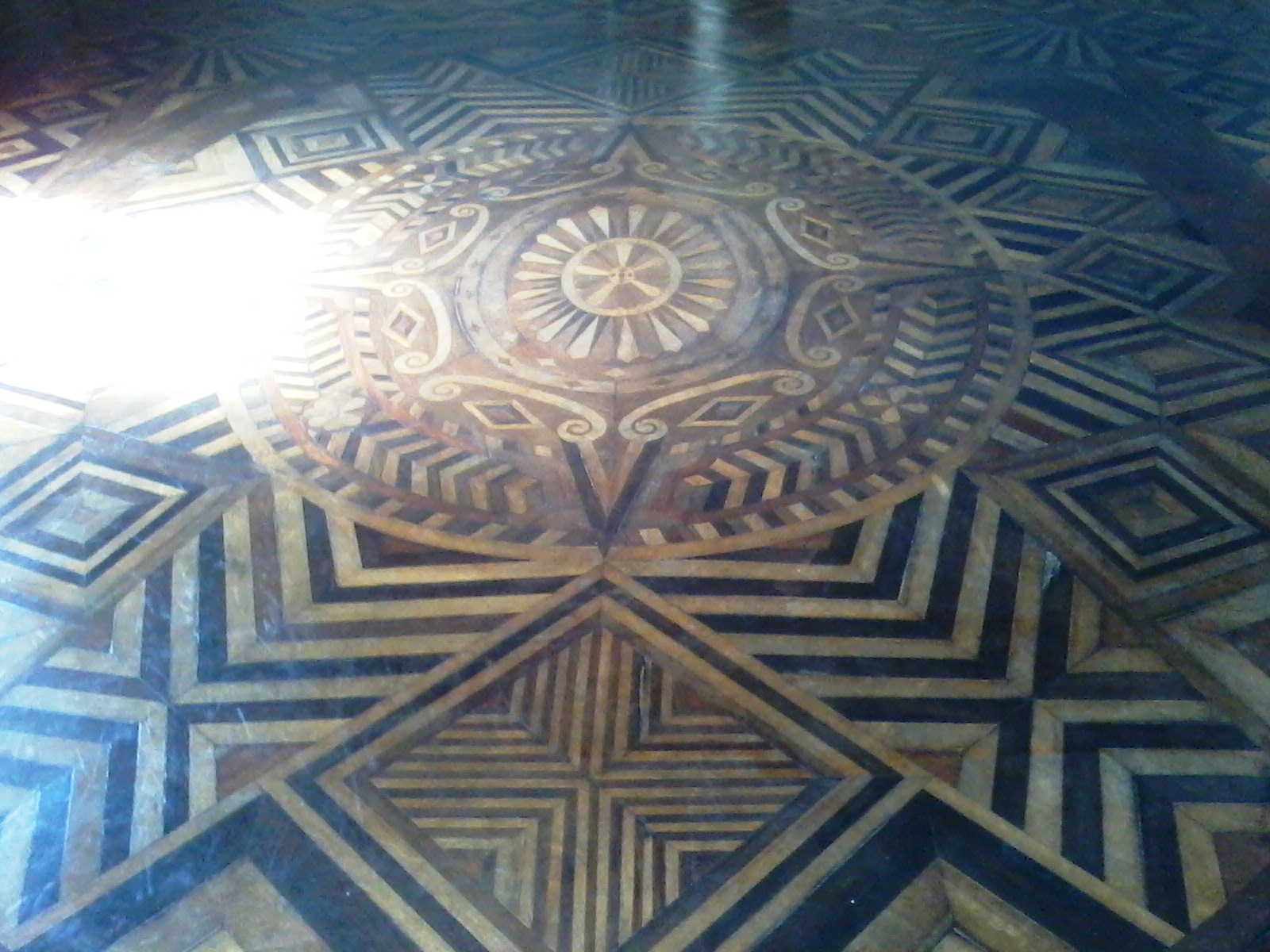
Piso em mosaico de madeira, sala de visitas.
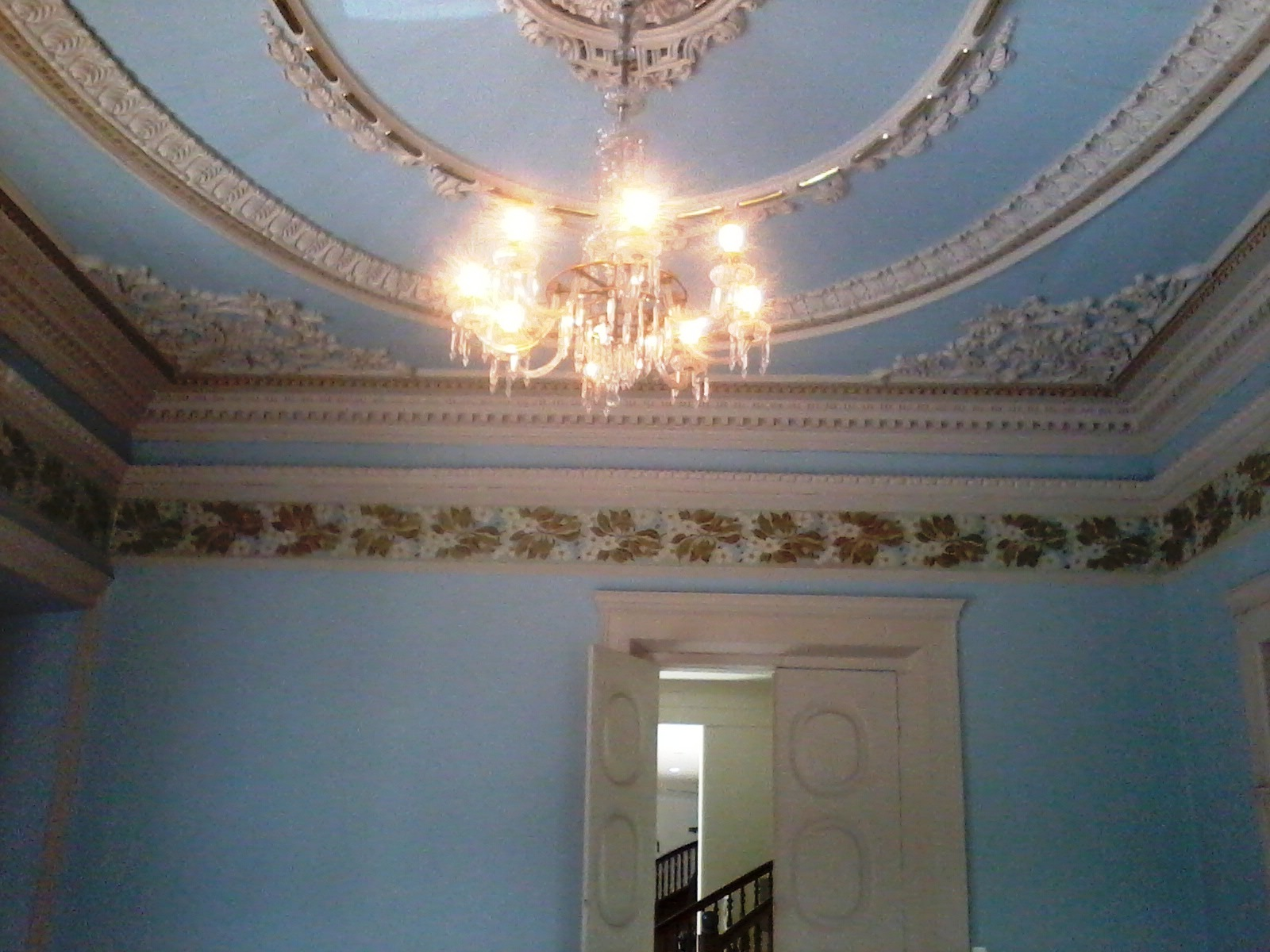
Forro decorado da sala de visitas no andar térreo.
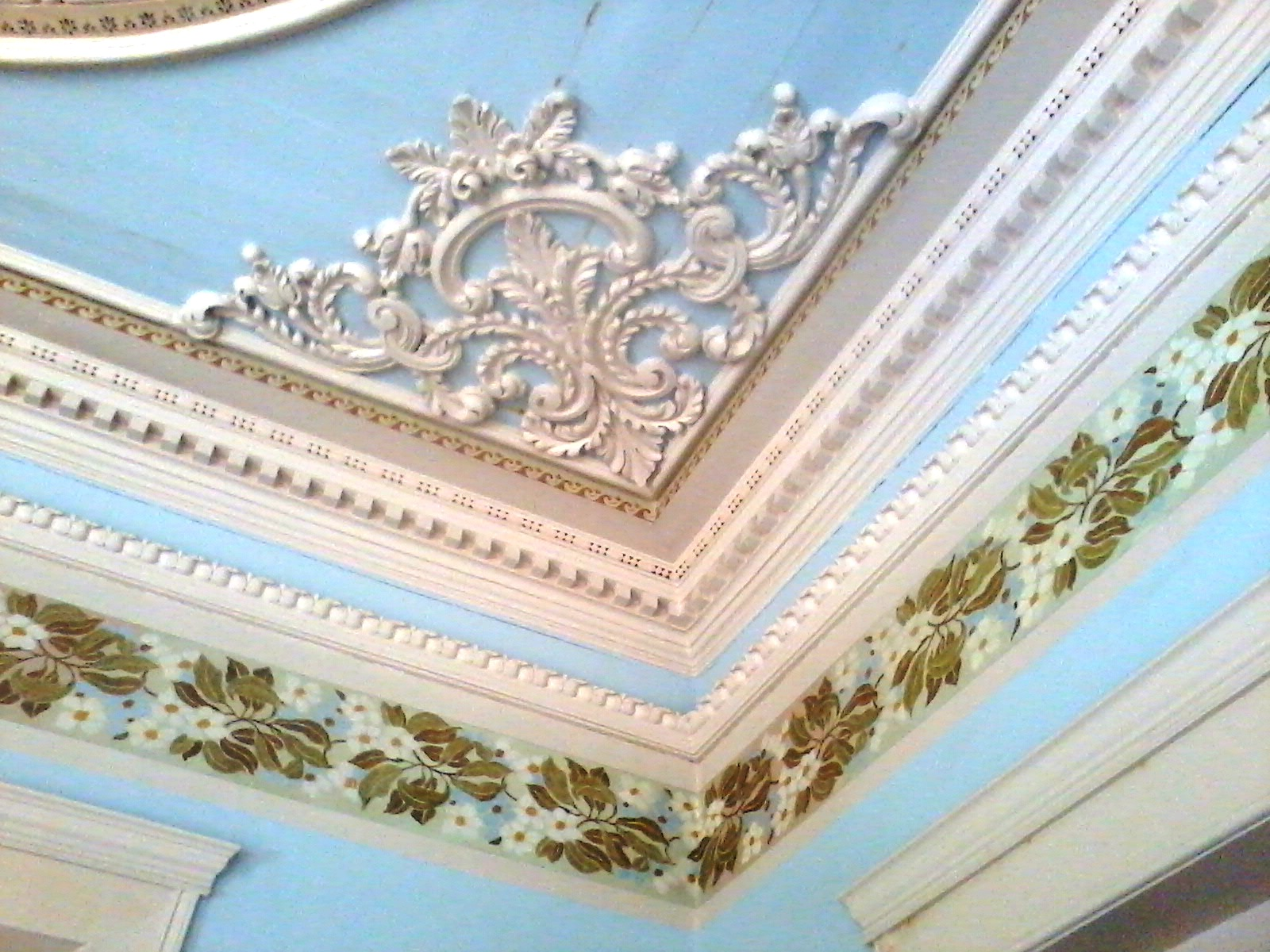
Forro decorado da sala de visitas no andar térreo.
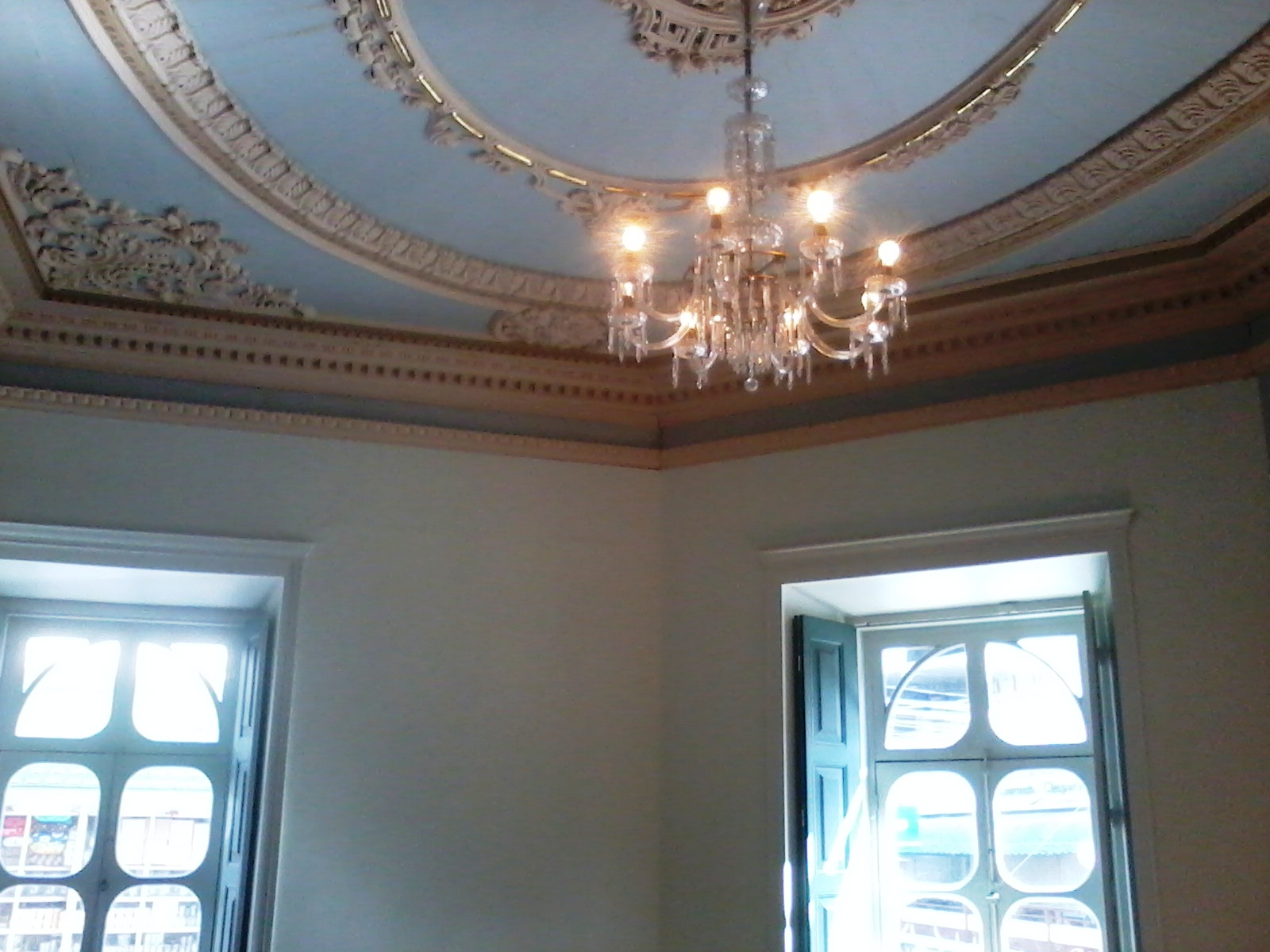
Forro decorado da sala de visitas no andar térreo.
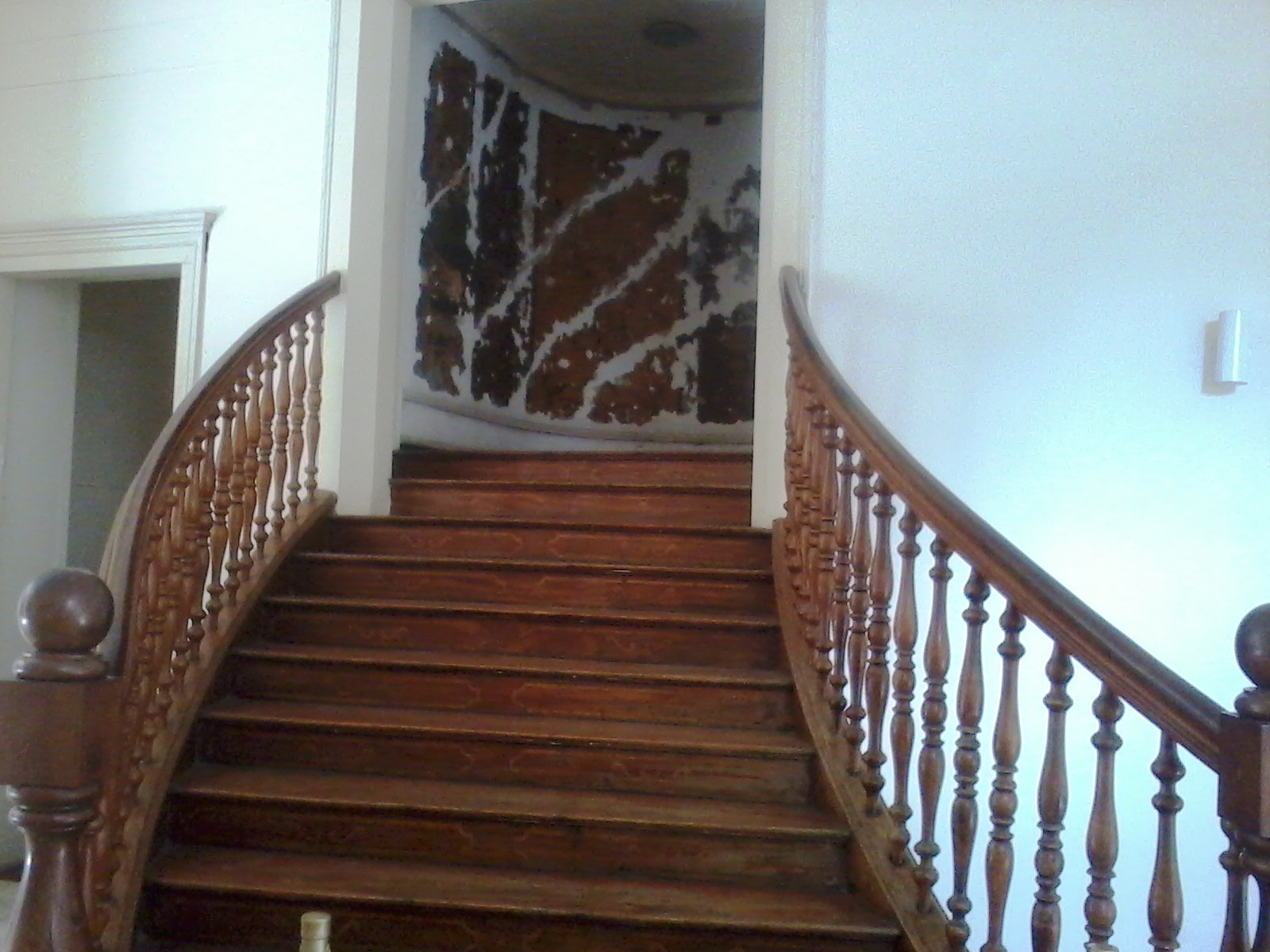
Escadaria (direita)
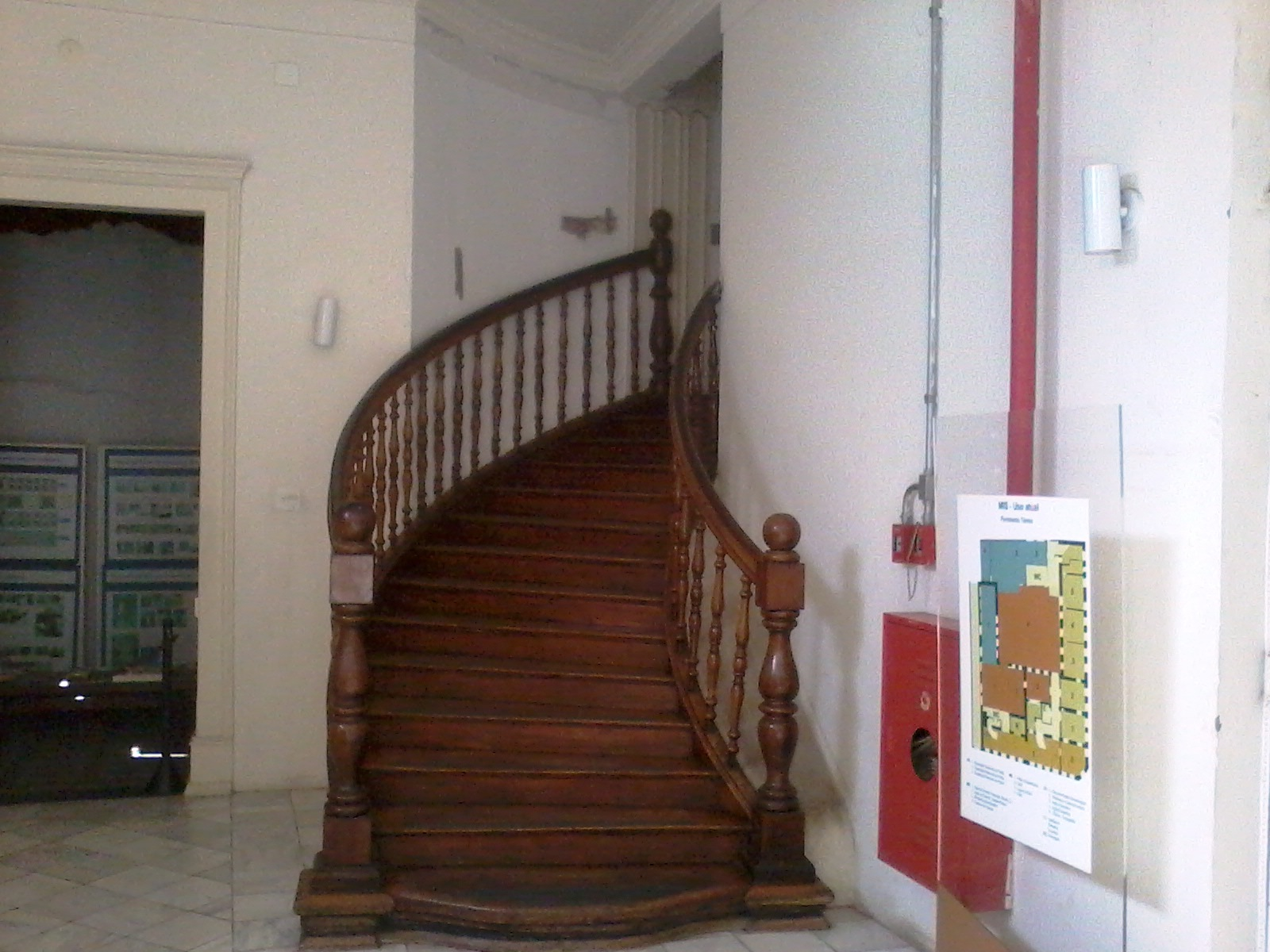
Escadaria (esquerda)
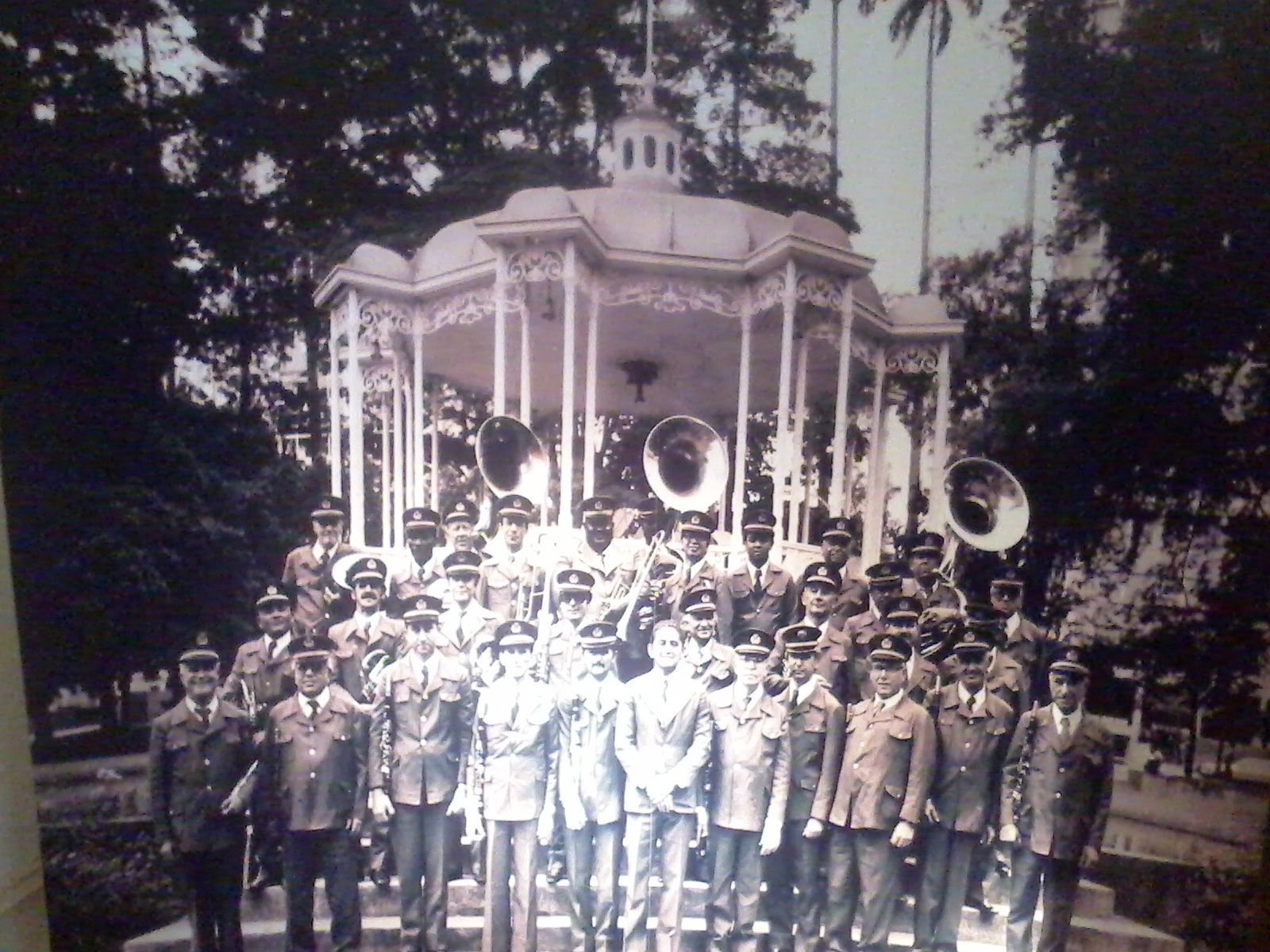
Acervo do MIS-Museu da Imagem e do Som.
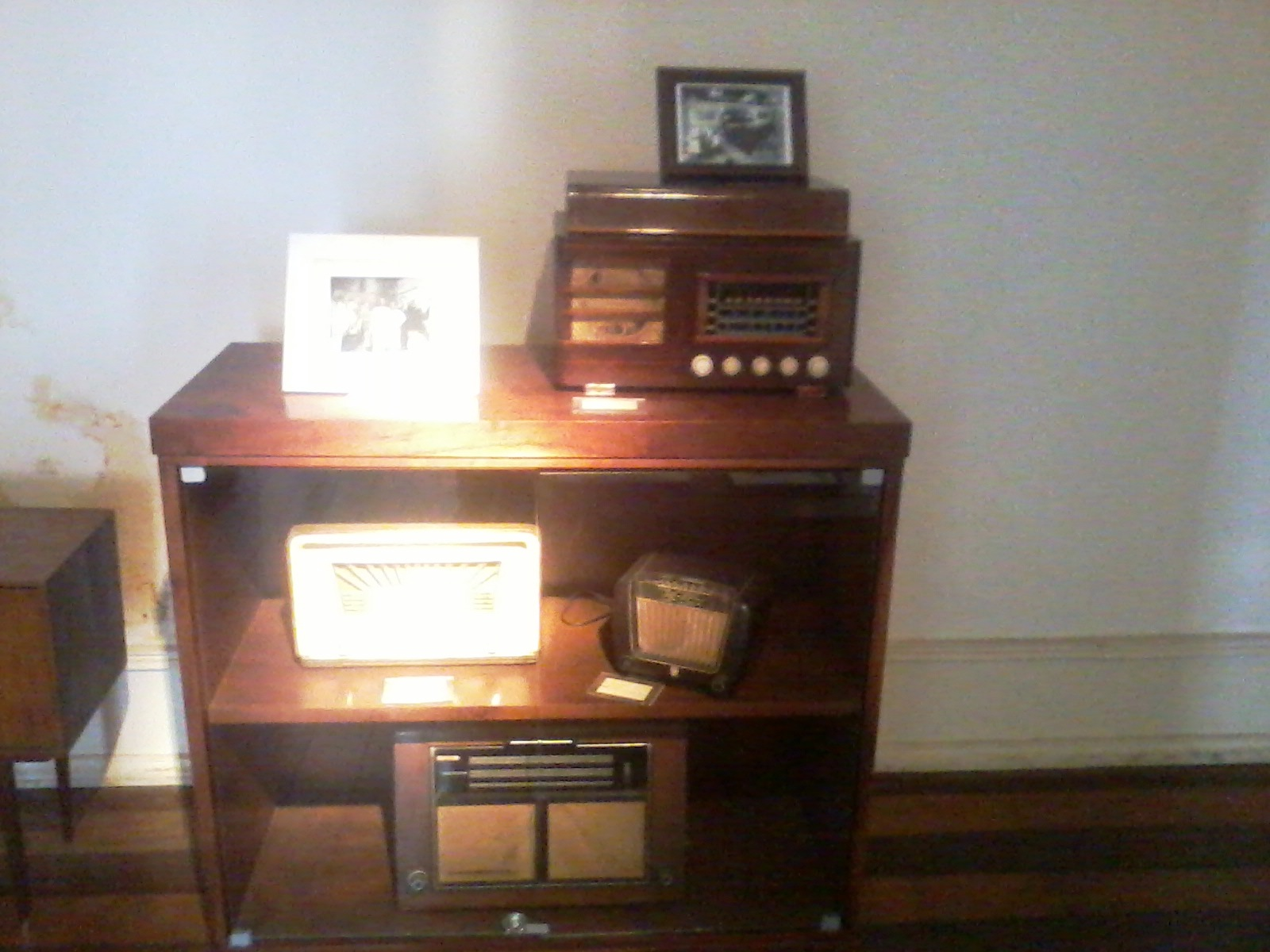
Acervo do MIS-Museu da Imagem e do Som.
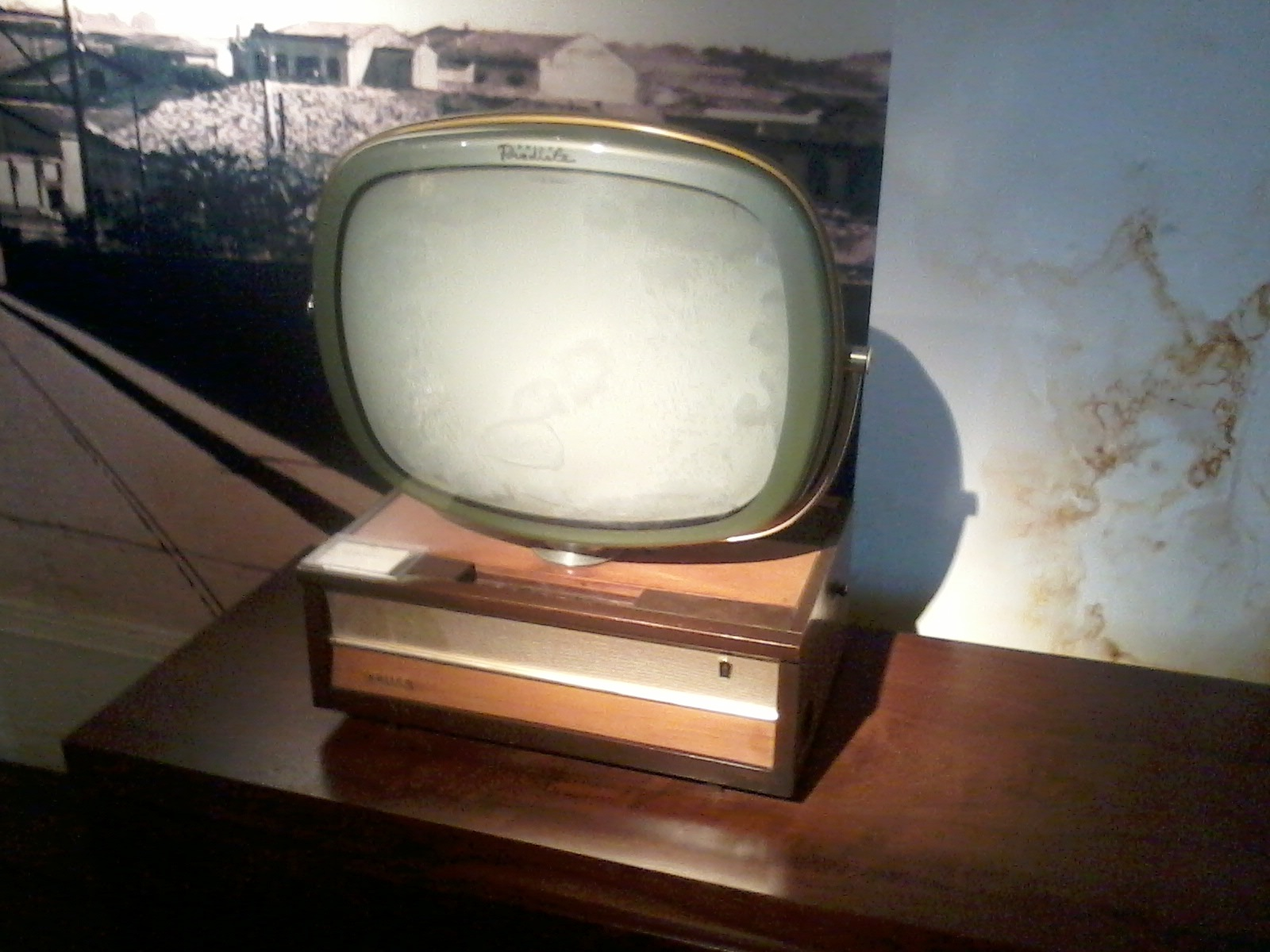
Acervo do MIS-Museu da Imagem e do Som.
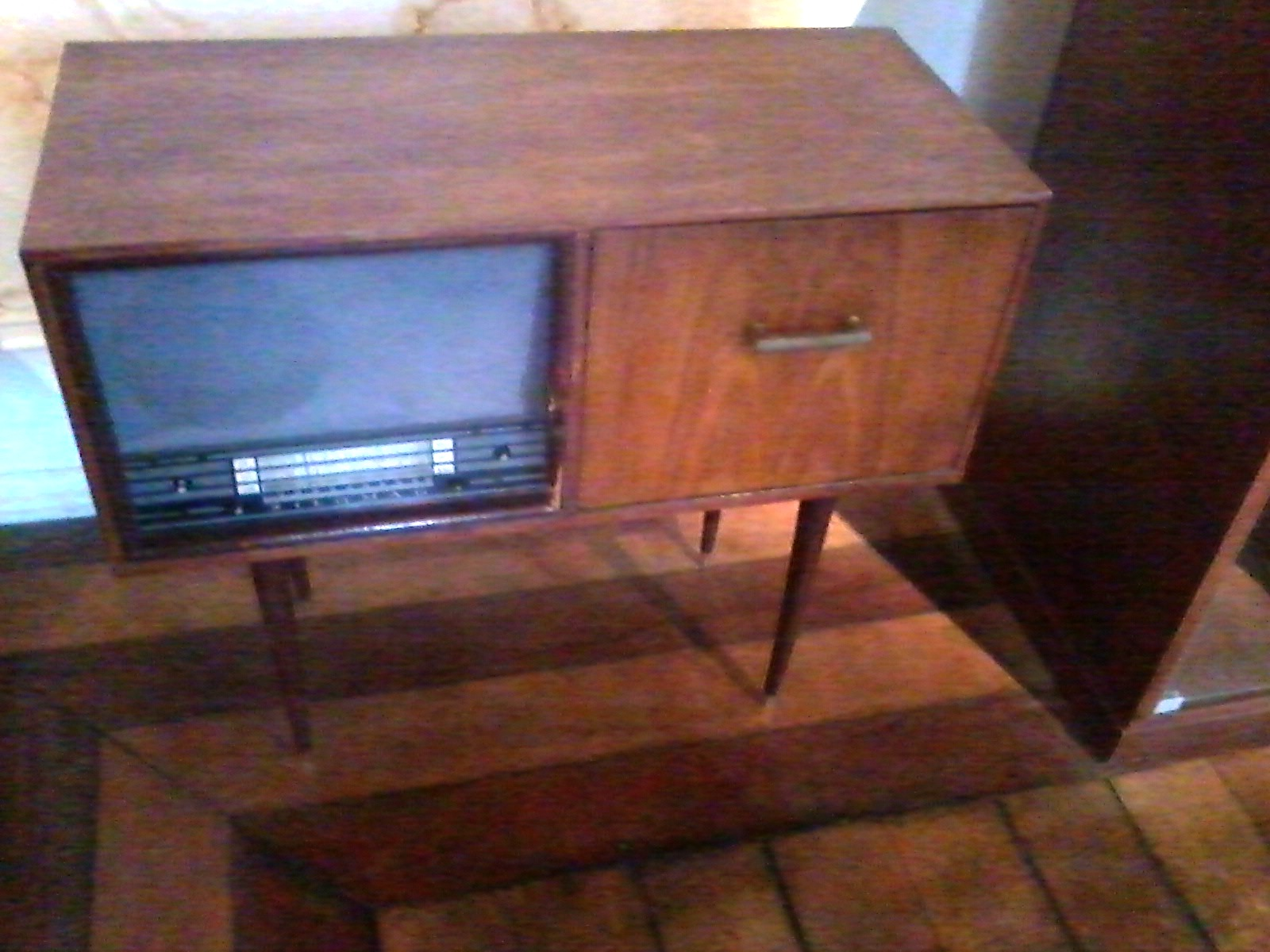
Acervo do MIS-Museu da Imagem e do Som.
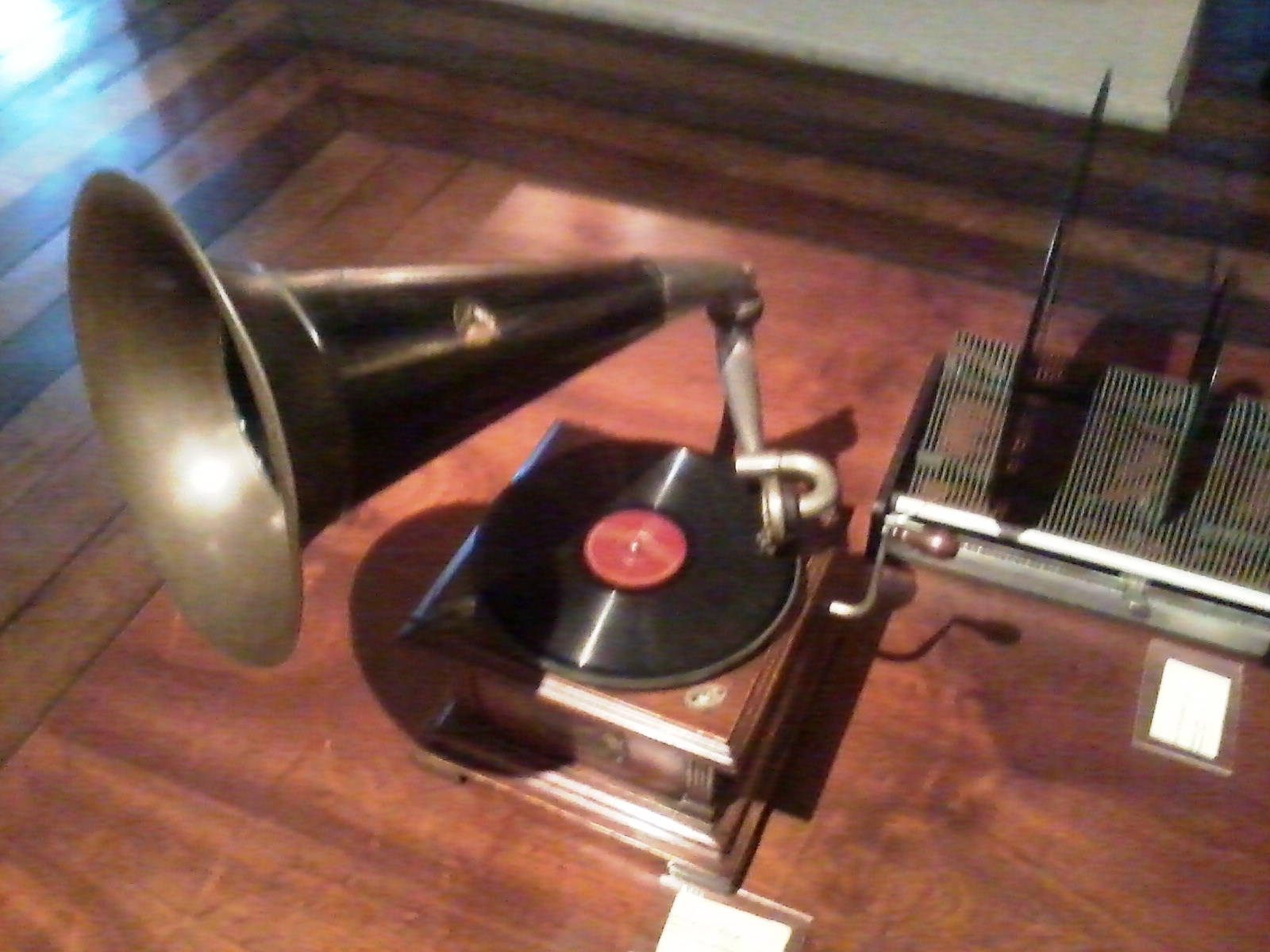
Acervo do MIS-Museu da Imagem e do Som.
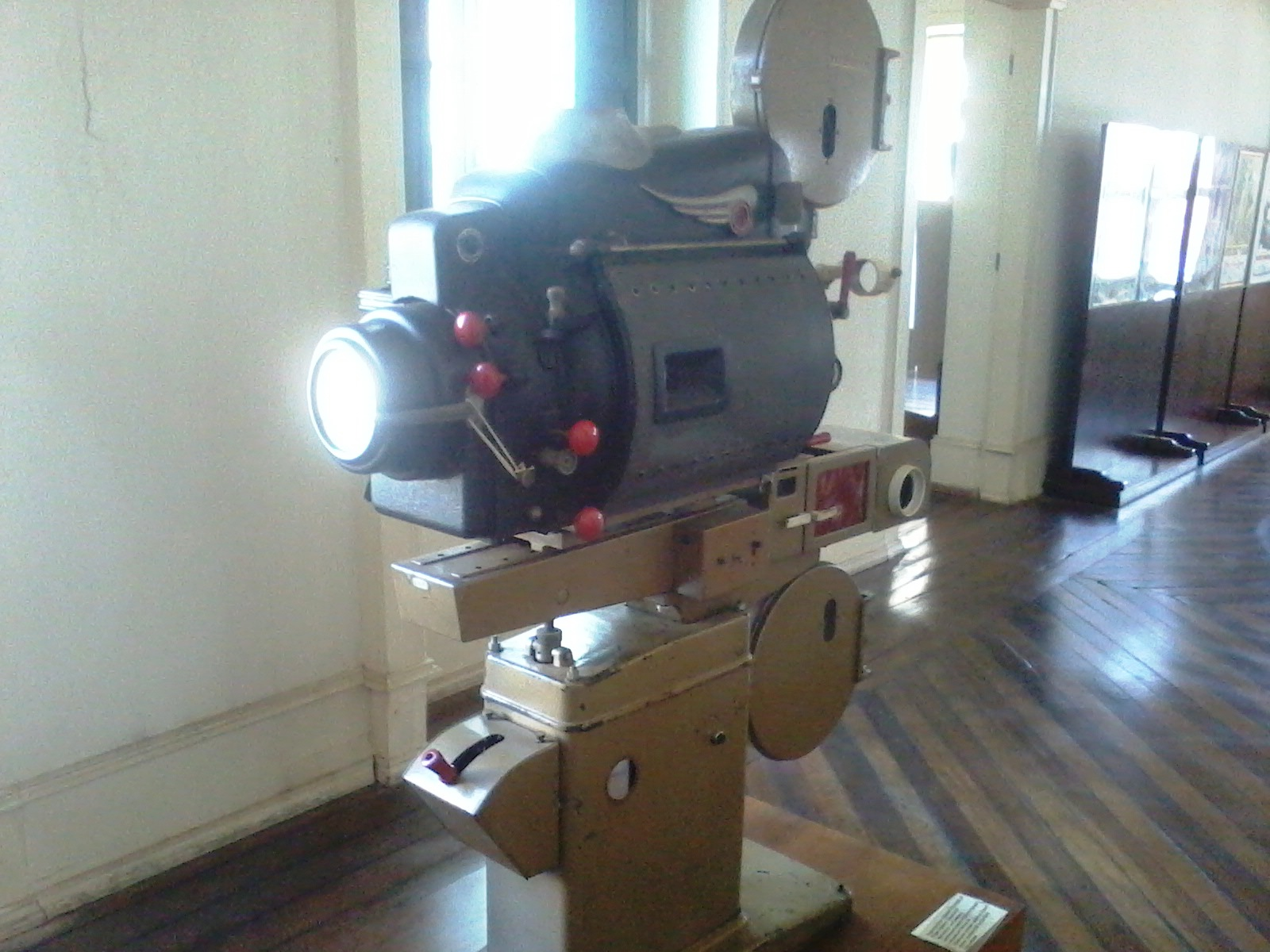
Acervo do MIS-Museu da Imagem e do Som.
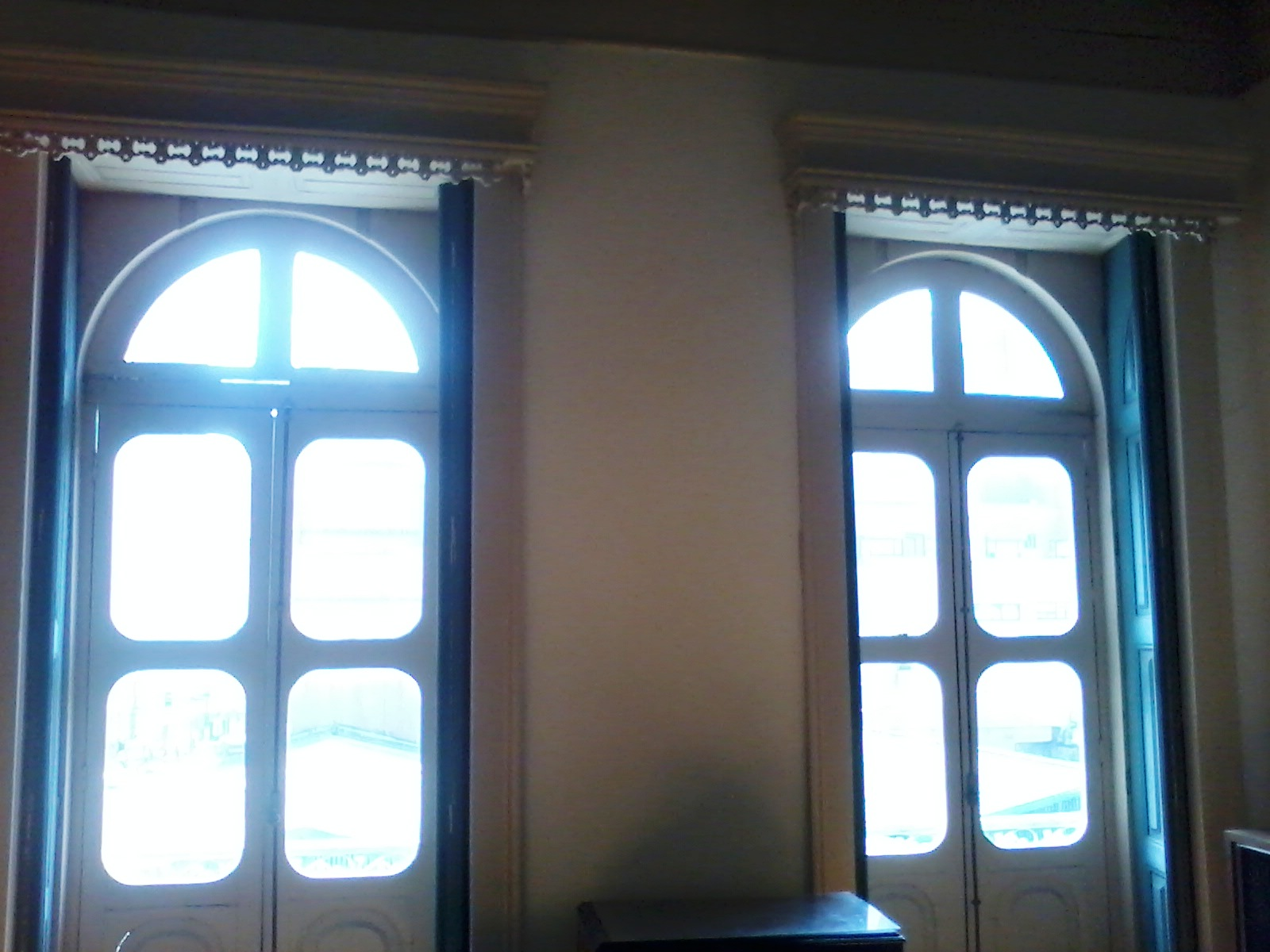
Janelões, andar superior
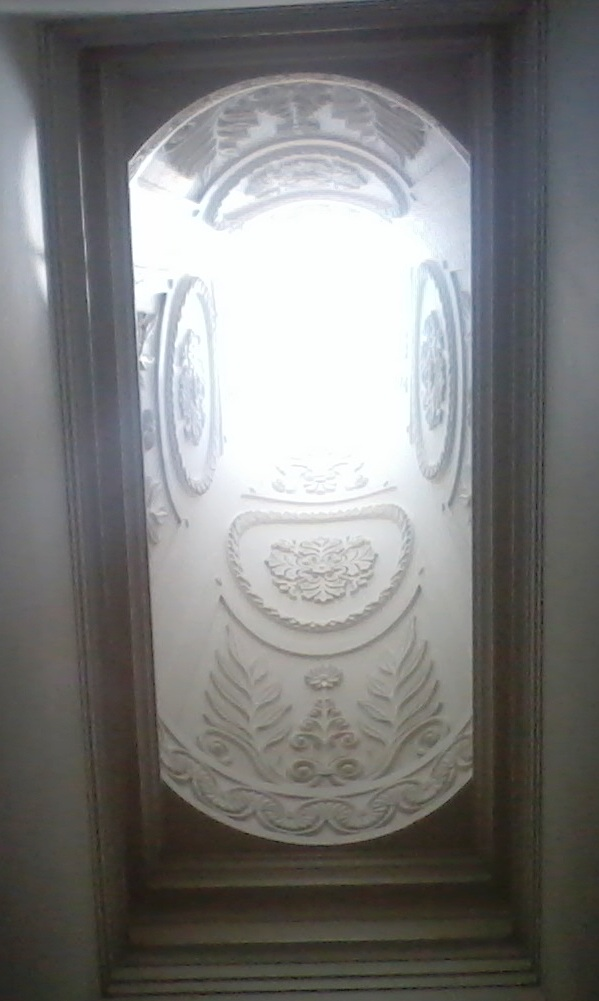
Clarabóia
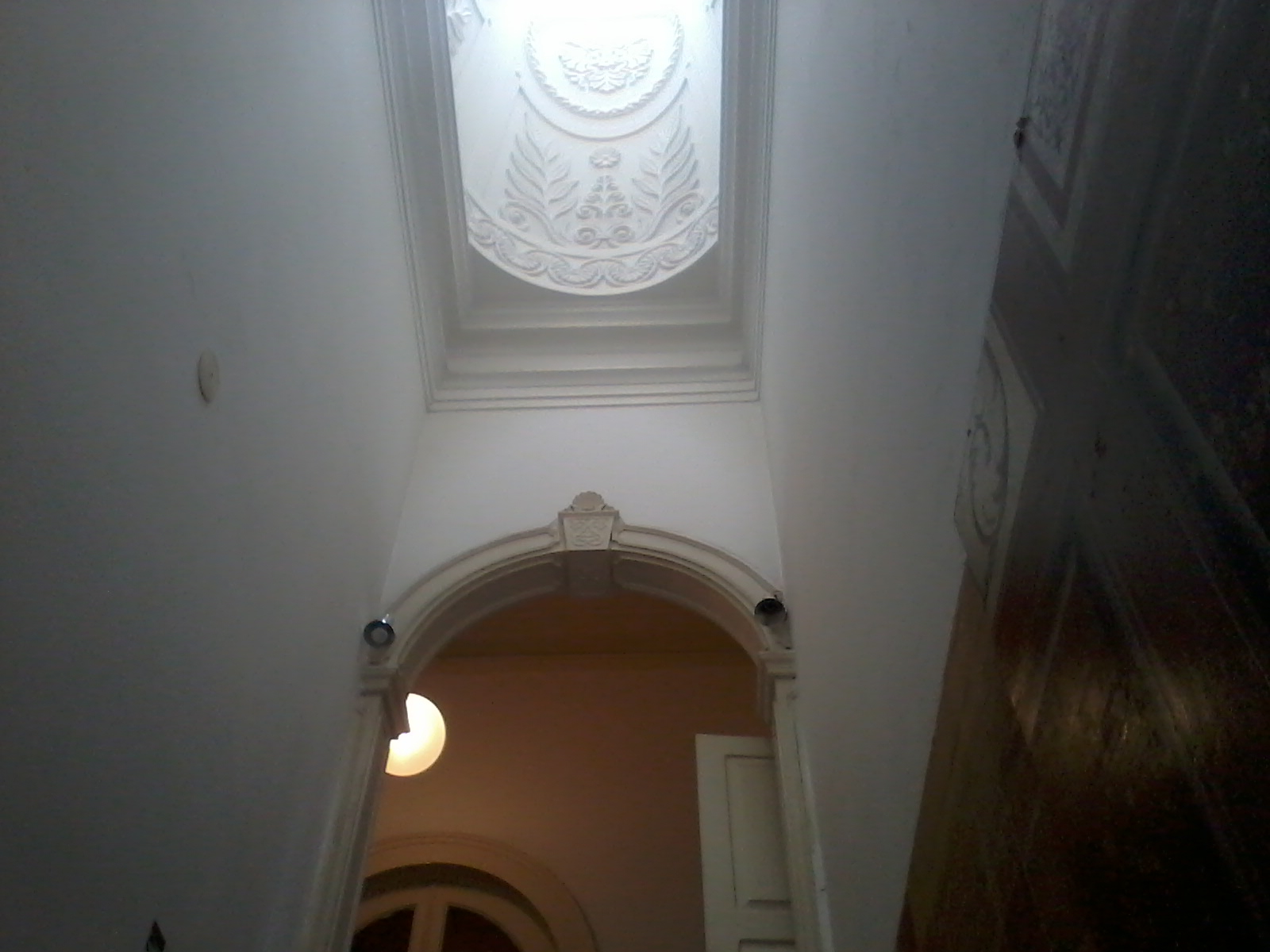
Clarabóia
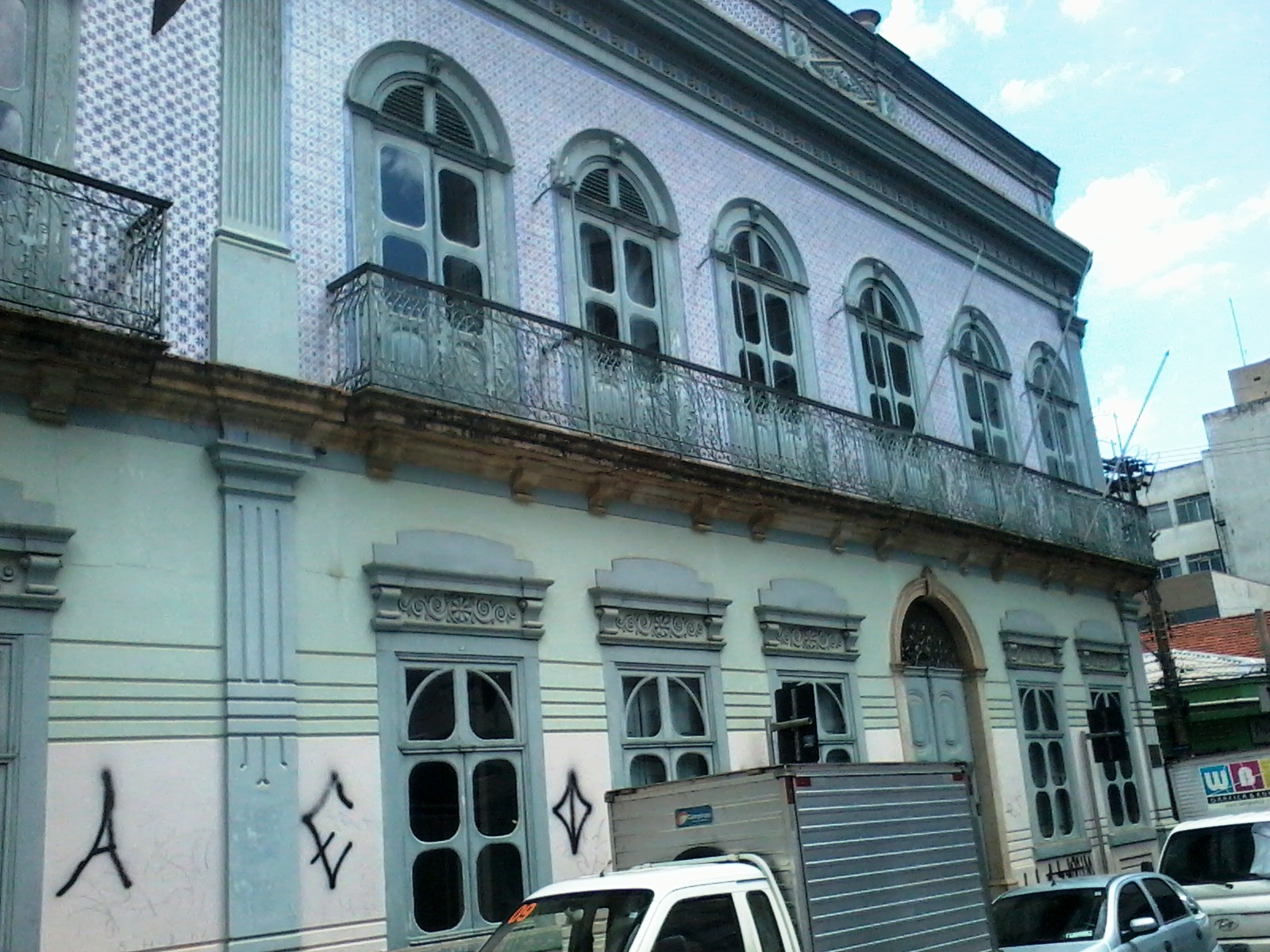
Fachada
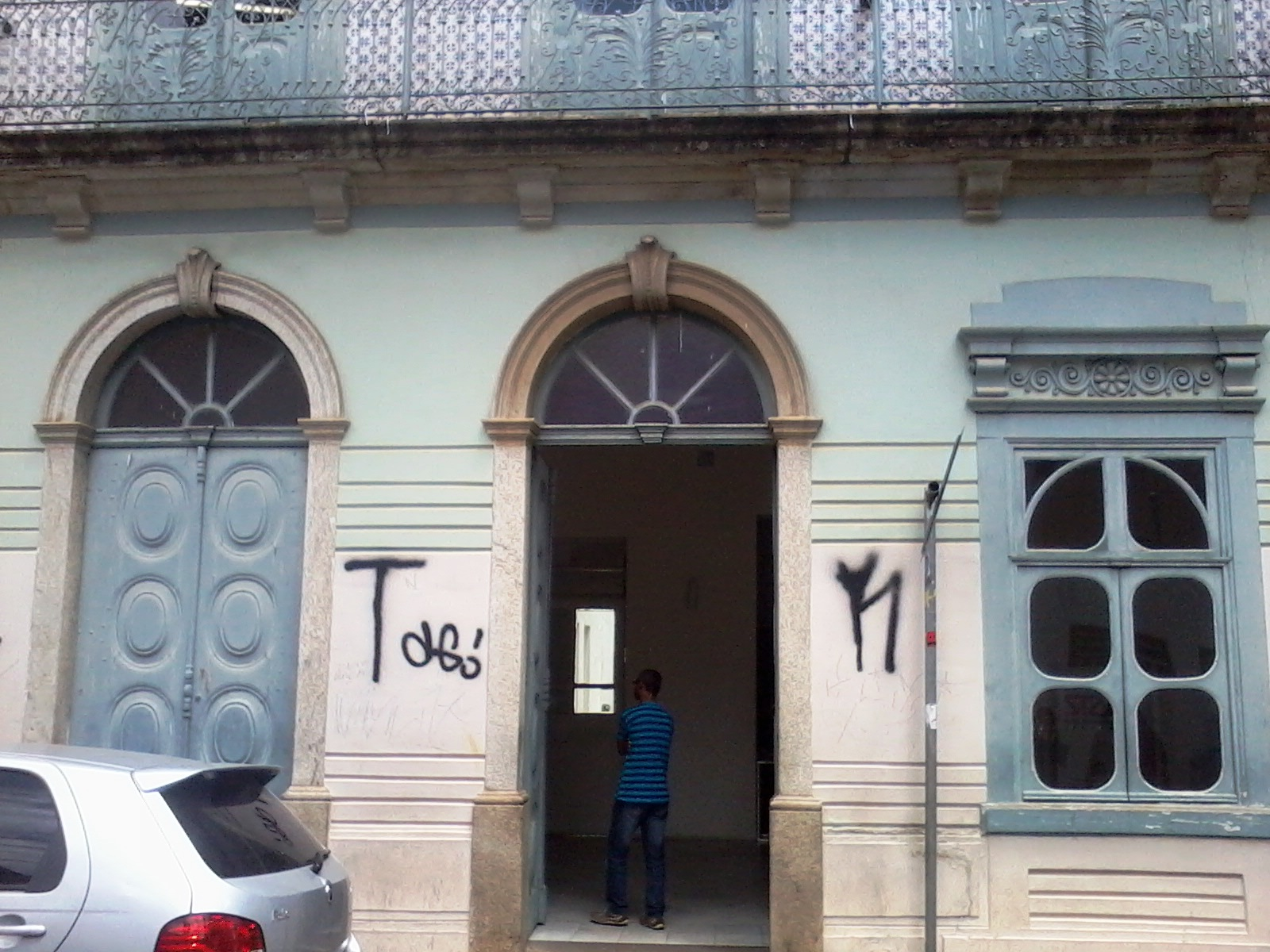
Fachada
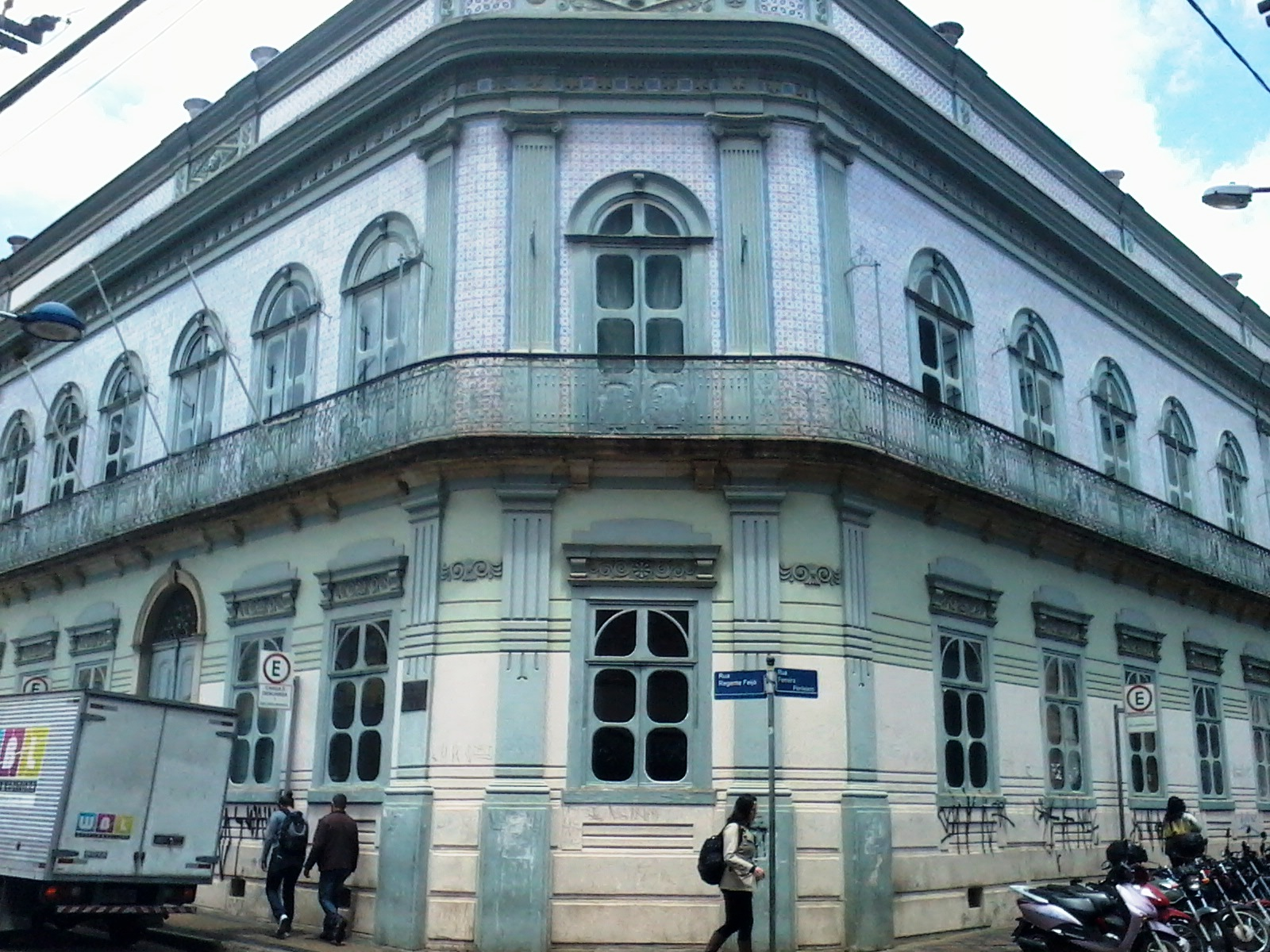
Fachada
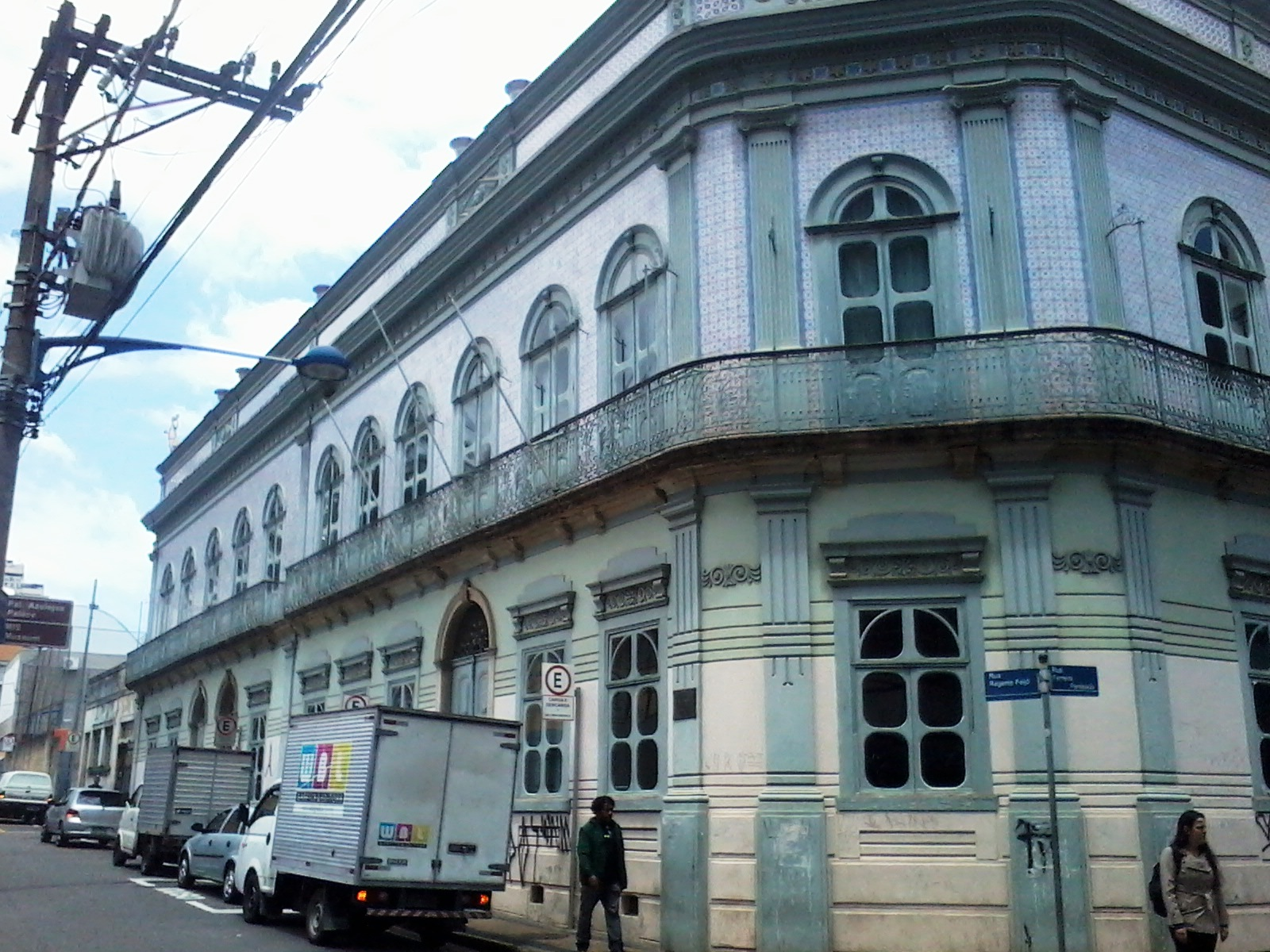
Fachada
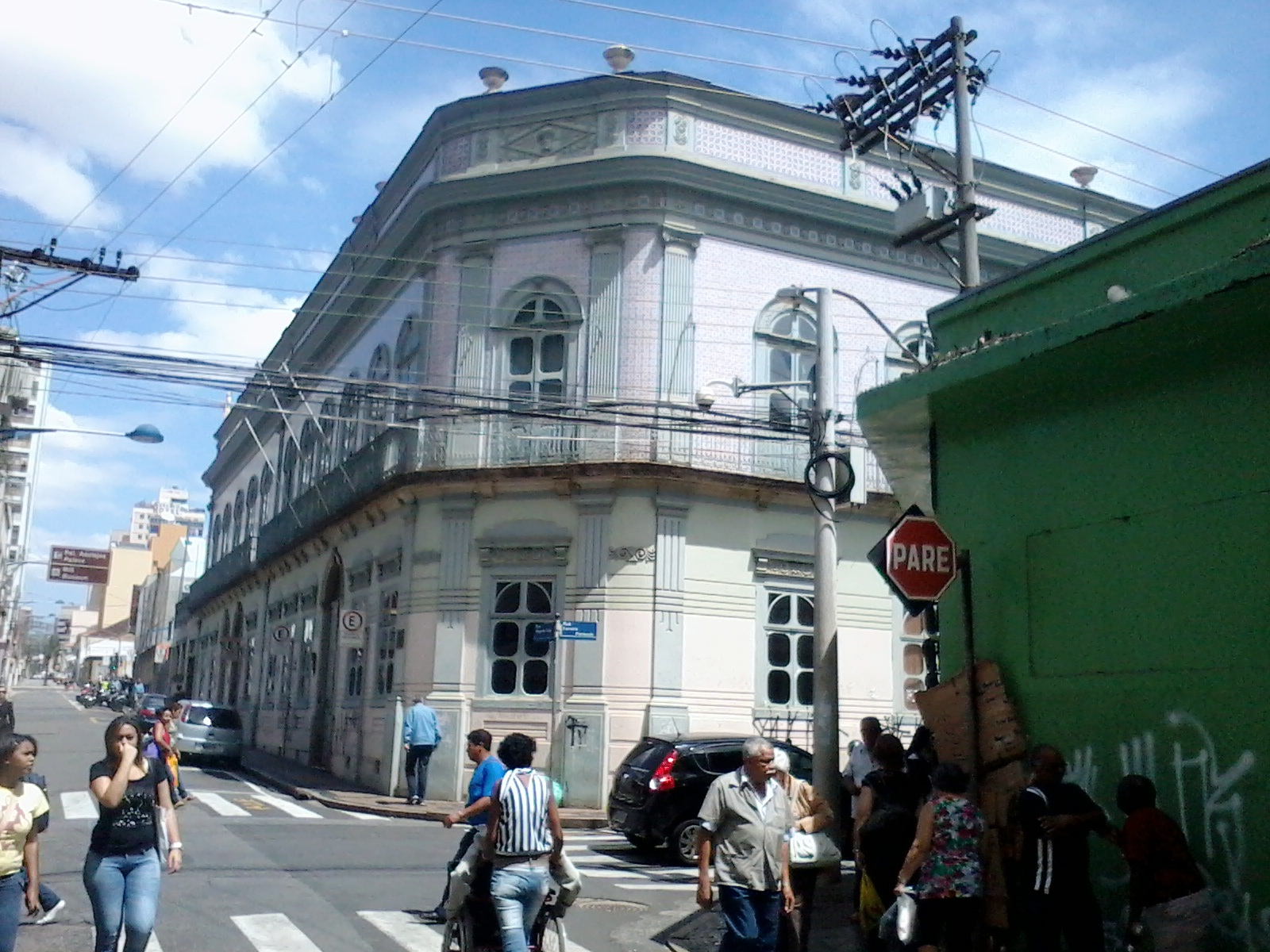
Fachada
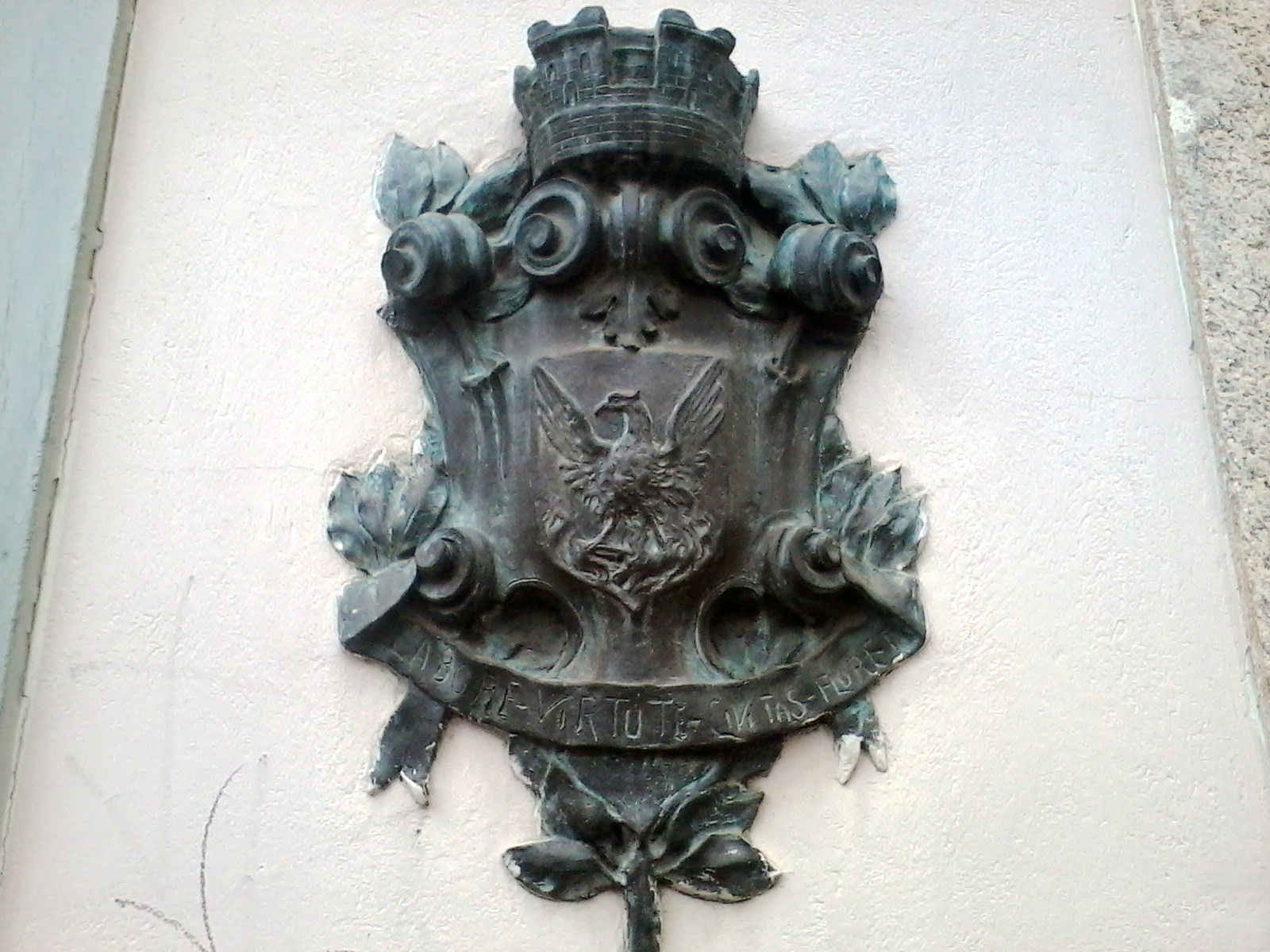
Brasão de Campinas, em bronze, ao lado do portal principal.
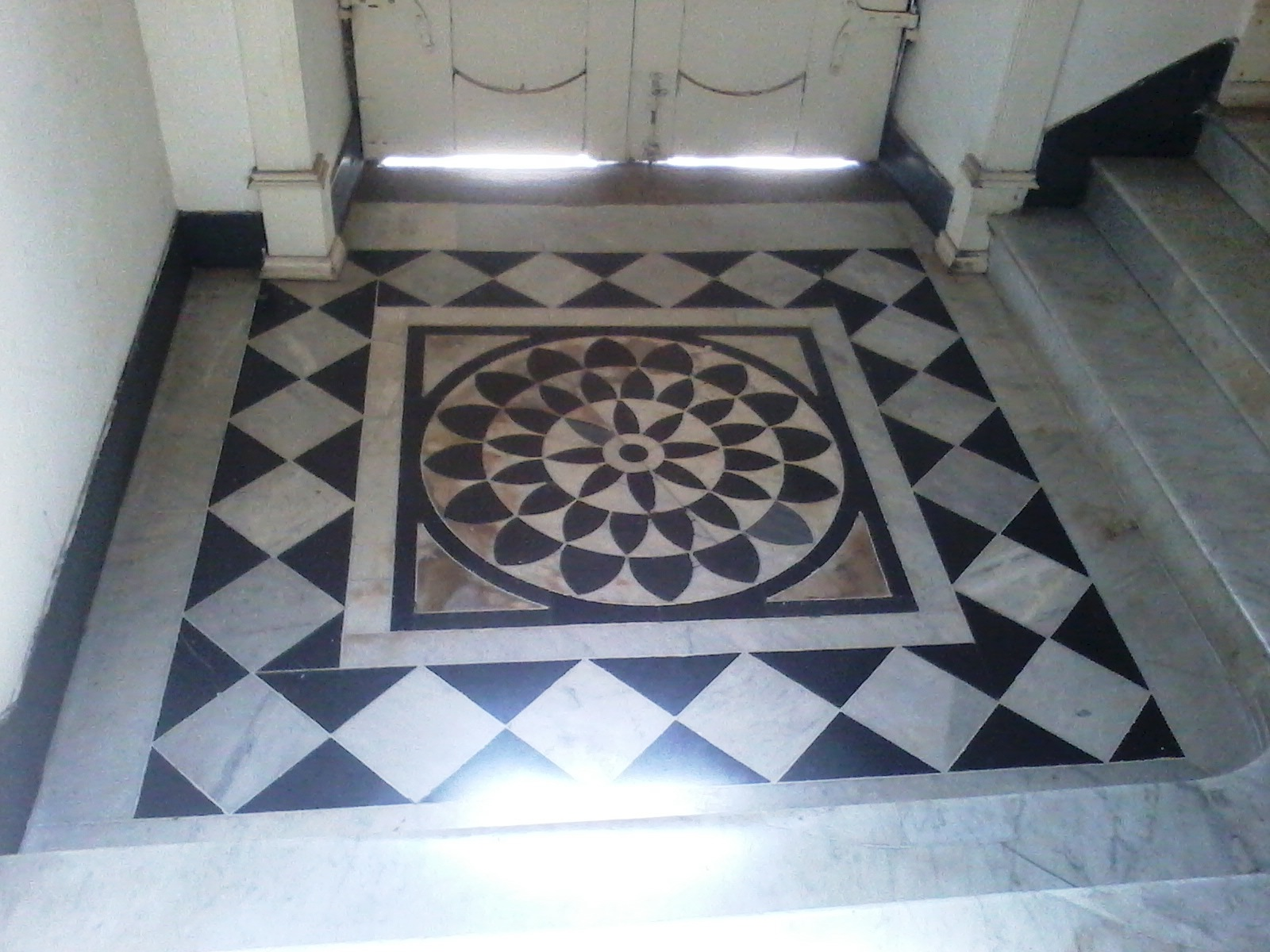
Piso em mosaico de mármore da entrada principal (vestíbulo).
Palácio dos Azulejos, antiga Prefeitura Municipal de Campinas.